# Louis-Thomas Dufour
Pour les articles homonymes, voir Dufour.
Louis-Thomas Dufour (né à Fécamp le 27 janvier 1613, mort le 2 février 1647 à Jumièges), est un philologue français.
On a de ce moine bénédictin : Linguæ hebraicæ opus grammaticum (Paris, 1642), et quelques ouvrages restes manuscrits, entre autres, un Testament spiritual pour servir de préparation à la mort et un Commentaire sur les psaumes.

## Source
- Pierre Larousse, Grand Dictionnaire universel du XIXe siècle, vol. 2, Paris, 1866, p. 1354.